# 1984年航空
此條目列出1984年發生有關航空運輸的事件。

## 事件

### 2月
- 2月24日：波音737經典型進行首飛。

### 9月
- 9月：斯德哥爾摩斯卡夫斯塔機場啟用。

### 10月
- 10月8日：山東省煙台市煙臺萊山國際機場啟用。